# K.K. Partizan 2006-2007
Questa pagina raccoglie le informazioni riguardanti il Košarkaški klub Partizan nelle competizioni ufficiali della stagione 2006-2007.

## Roster
| N° | Naz.                   | Ruolo | Sportivo          |  | Alt. |  |
| -- | ---------------------- | ----- | ----------------- |  | ---- |  |
| 4  | Serbia (bandiera)      | G     | Milenko Tepić     |  | 202  |  |
| 5  | Serbia (bandiera)      | A     | Luka Bogdanović   |  | 204  |  |
| 7  | Serbia (bandiera)      | AP    | Dušan Kecman      |  | 197  |  |
| 8  | Montenegro (bandiera)  | P     | Boris Bakić       |  | 193  |  |
| 10 | Serbia (bandiera)      | C     | Dejan Borovnjak   |  | 209  |  |
| 11 | Serbia (bandiera)      | G     | Uroš Tripković    |  | 197  |  |
| 12 | Serbia (bandiera)      | AG    | Novica Veličković |  | 205  |  |
| 13 | Serbia (bandiera)      | C     | Kosta Perović     |  | 217  |  |
| 14 | Montenegro (bandiera)  | C     | Nikola Peković    |  | 210  |  |
| 15 | Serbia (bandiera)      | AG    | Marko Đurković    |  | 206  |  |
| 18 | Montenegro (bandiera)  | AP    | Predrag Drobnjak  |  | 213  |  |
| 20 | Serbia (bandiera)      | G     | Petar Božić       |  | 197  |  |
| 20 | Stati Uniti (bandiera) | P     | Vonteego Cummings |  | 190  |  |
| 55 | Serbia (bandiera)      | GA    | Vladimir Micov    |  | 203  |  |
|    | Montenegro (bandiera)  | All.  | Duško Vujošević   |  |      |  |